# Torrazzo, Cremona
Torrazzo je zvonik stolnice v Cremoni v Lombardiji v severni Italiji. S 112,7 metra je tretji najvišji opečnati zvonik na svetu; prvi je zvonik cerkve svetega Martina v Landshutu na Bavarskem, drugi pa je zvonik Marijine cerkve v Brugesu v Belgiji. Toda Torrazzo (končan leta 1309) je starejši od stolpa v Landshutu (dokončan je bil leta 1500) in v Brugesu (dokončan leta 1465) ter je najstarejši opečni stolp, višji od 100 m, ki še vedno stoji.
Po ljudskem izročilu se je gradnja stolpa začela leta 754. V resnici je bil zgrajen v štirih fazah: prva faza datira v leta okrog 1230, do tretjega nadstropja med 1250 in 1267, do nadstropja pod kvadriforo okoli 1284, dokončan je bil leta 1309.
Njegova višina je napisana na plošči, vgrajeni v steni na dnu stolpa in sicer 250 braccia e due once cremonesi, ki v starem merilnem sistemu lombardskih mest pomeni približno 111 metrov.
Sedem zvonov je uglašenih v A-duru in segajo v 18. stoletje.
Arheološka izkopavanja iz leta 1980 so odkrila spodnje strukture, ki naj bi bili ostanki starodavnega pokopališča ali celo prejšnje rimske stavbe.
V četrtem nadstropju Torrazza je največja astronomska ura na svetu. Mehanizem sta zgradila Francesco in Giovan Battista Divizioli (oče in sin) med letoma 1583 in 1588. Zunanjost je izvirno poslikal Paolo Scazzola leta 1483, pozneje so jo večkrat preslikali, tudi Giovanni Battista Dordoni. Predstavlja nebo z zodiakalnimi ozvezdji, Sonce in Luno, ki se gibljeta med njimi.